# (10316) Williamturner
(10316) Williamturner est un astéroïde de la ceinture principale.

## Description
(10316) Williamturner est un astéroïde de la ceinture principale. Il fut découvert le 22 septembre 1990 à La Silla par Eric Walter Elst. Il présente une orbite caractérisée par un demi-grand axe de 3,16 UA, une excentricité de 0,15 et une inclinaison de 5,7° par rapport à l'écliptique.

## Compléments